# ماکسیم هوئرتا
ماکسیم هوئرتا (انگلیسی: Màxim Huerta؛ زادهٔ ۲۶ ژانویهٔ ۱۹۷۱) یک روزنامه‌نگار و نویسنده اسپانیایی است. در ژوئن ۲۰۱۸ او توسط پدرو سانچز به عنوان وزیر فرهنگ و ورزش دولت سانچز انتخاب شد و یک هفته پس از آن به دلیل فرار از مالیات استعفا داد.
او ۱۰ سال پیش، زمانی که به عنوان خبرنگار در یکی از شبکه‌های تلویزیونی اسپانیا مشغول کار بود، از پرداخت مبلغی بالغ بر ۲۱۸ هزار یورو طی سال‌های ۲۰۰۶ تا ۲۰۰۸ میلادی به عنوان مالیات خودداری کرده‌است که در سال ۲۰۱۷ مجبور شد به دلیل مالیات و جریمه فرار مالیاتی مبلغ ۳۶۰ هزار یورو بپردازد.